# São José do Vale do Rio Preto
São José do Vale do Rio Preto é um município brasileiro do estado do Rio de Janeiro.
O território do atual município de São José do Vale do Rio de Preto foi um distrito de Petrópolis até 1987, ano em que foi emancipado.